# دون بيترسن
دون بيترسن (بالإنجليزية: Don Petersen)‏ هو كاتب مسرحي وكاتب سيناريو أمريكي، ولد في 8 أغسطس 1927، وتوفي في 25 أبريل 1998.

## وصلات خارجية
- دون بيترسن على موقع IMDb (الإنجليزية)
- دون بيترسن على موقع ألو سيني (الفرنسية)
- دون بيترسن على موقع أول موفي (الإنجليزية)
- دون بيترسن على موقع قاعدة بيانات برودواي على الإنترنت (الإنجليزية)
- دون بيترسن على موقع قاعدة بيانات الأفلام السويدية (السويدية)
- دون بيترسن على موقع كينوبويسك (الروسية)